# HD102275
HD102275 — хімічно пекулярна зоря спектрального класу A3, що має видиму зоряну величину в смузі V приблизно  8,4.
Вона  розташована на відстані близько 962,1 світлових років від Сонця.